# Łukasz Wachowski
Łukasz Wachowski (ur. 2 listopada 1982 w Olsztynie) – polski prawnik i sekretarz generalny PZPN.

## Życiorys
Z wykształcenia jest prawnikiem, ukończył studia na Uniwersytecie Warmińsko-Mazurskim w Olsztynie. W Polskim Związku Piłki Nożnej pracuje od 2009 roku, początkowo w Departamencie Prawnym. 12 grudnia 2012 został Dyrektorem Departamentu Rozgrywek Krajowych PZPN.
Przed sezonem 2017/2018 powierzono mu również projekt wprowadzenia systemu VAR w Polsce. PZPN był jedną z pierwszych federacji na świecie, która go wdrożyła, a polscy arbitrzy sędziowali mecze mistrzostw świata w 2018 roku, Ligi Mistrzów i Ligi Europy.
Wachowski od maja 2015 roku do sierpnia 2017 był Członkiem Komisji UEFA ds. Statusu Piłkarzy, Transferów i Agentów Piłkarskich. Od maja 2015 jest również delegatem meczowym UEFA, a od września 2017 Członkiem Komisji ds. Licencji Klubowych UEFA.
2 września 2021 roku został sekretarzem generalnym PZPN.